# レナート・ベルゲリン
レナート・ベルゲリン（Lennart Bergelin, 1925年6月10日 - 2008年11月4日）は、スウェーデン・ヴェストラ・イェータランド県アリングスオース出身の男子テニス選手。1948年の全仏選手権男子ダブルスでヤロスラフ・ドロブニー（当時チェコスロバキア国籍）とコンビを組んで優勝し、スウェーデン出身のテニス選手として最初の4大大会優勝者になった人である。4大大会男子シングルスの自己最高成績はベスト8であったが、スウェーデンにおける競技テニスの確立に多大な貢献をした名選手であった。彼はビョルン・ボルグのコーチとしても有名である。

## 来歴
スウェーデンが男子テニス国別対抗戦・デビスカップに初参加したのは1925年であるが、最初期は「ヨーロッパ・ゾーン」から出られないレベルにあった。第2次世界大戦の影響により、デビスカップは1940年から1945年まで開催中止となったが、終戦後の1946年から再開された。新たな代表選手としてレナート・ベルゲリンとトルステン・ヨハンソン（1920年 - 2004年）が選ばれてから、スウェーデンは世界的な躍進を始める。ベルゲリンとヨハンソンは、初出場時の1946年に「ヨーロッパ・ゾーン」を勝ち抜いて、一気に「インターゾーン」決勝まで勝ち進んだ。インターゾーン決勝戦では、ベルゲリンとヨハンソンはアメリカ代表選手のフランク・パーカー、ガードナー・ムロイ、ビル・タルバート、ジャック・クレーマーに5戦全敗で終わっている。デビスカップに初登場した年、ベルゲリンはウィンブルドンでも初の準々決勝進出があり、第3シードのジェフ・ブラウン（オーストラリア）に 11-13, 9-11, 4-6 のストレートで敗れた。
翌1947年のデビスカップで、スウェーデンはヨーロッパ・ゾーン1回戦でチェコスロバキアに敗退した。ベルゲリンはこの時のチェコスロバキア代表選手だったヤロスラフ・ドロブニーと、1948年全仏選手権の男子ダブルスでペアを組み、決勝でオーストラリアペアのハリー・ホップマン＆フランク・セッジマン組を 8-6, 6-1, 12-10 のストレートで破って初優勝を決めた。これがスウェーデン人のテニス選手による最初のグランドスラム・タイトルである。同大会のシングルスでは、初進出の準々決勝でドロブニーに敗れた。その後ウィンブルドンで2年ぶり2度目のベスト8に入り、ここではボブ・ファルケンバーグ（アメリカ）に敗退している。3年後の1951年にも全仏選手権とウィンブルドンの連続ベスト8があり、全仏はケン・マグレガー（オーストラリア）、ウィンブルドンはエリック・スタージェス（南アフリカ）に敗れた。
ベルゲリンはデビスカップの代表選手として、1946年・1950年・1951年・1954年の4度スウェーデン代表チームを「インターゾーン」決勝戦まで導いた。1950年以後、彼はデビスカップのダブルス戦でスベン・デビッドソンとペアを組むようになる。彼のダブルス成績は、トルステン・ヨハンソンとのコンビで9勝5敗、デビッドソンとのコンビで9勝4敗となり、最後の1965年出場（後述）も含めて19勝9敗となった。シングルス通算勝利数（43勝17敗）は、ヤン＝エリック・ルンドクイストとウルフ・シュミットに続くチーム歴代3位記録である。
1955年、レナート・ベルゲリンとスベン・デビッドソンは全豪選手権出場のためオーストラリアに初遠征を行い、スウェーデン人選手として最初の全豪選手権出場者になった。ベルゲリンは準々決勝で、地元オーストラリア人選手のレックス・ハートウィグに 6-4, 2-6, 6-4, 4-6, 3-6 で競り負けた。これが彼の最後の4大大会上位進出になり、シングルスではとうとう準決勝に勝ち進めなかった。
1965年、40歳になったベルゲリンは10年ぶりのデビスカップに参加した。スウェーデンが「ヨーロッパ・ゾーン」1回戦でポーランドと対戦した時、ベルゲリンは第3試合のダブルス戦でヤン＝エリック・ルンドクイストと組んで勝利を収めた。こうして、彼のデビスカップ通算成績は「62勝26敗」（シングルス43勝17敗、ダブルス19勝9敗）となり、スウェーデン代表選手としてスベン・デビッドソン（通算62勝23敗）と並ぶ歴代3位タイの記録を残した。その後、1966年全豪選手権で11年ぶりのオーストラリア遠征を行い、1回戦でジョン・クーパー（アシュレー・クーパーの弟）に 3-6, 6-4, 3-6, 10-8, 3-6 のフルセットで敗れた。ベルゲリンはこれを最後に、自らのテニス経歴に最終的なピリオドを打った。
選手生活からの引退後、ベルゲリンはビョルン・ボルグのコーチになり、ジュニア時代の1971年から1983年の現役引退までボルグを指導し続けた。ボルグは全仏オープン6勝・ウィンブルドン5連覇などの偉業を成し遂げ、スウェーデン最大のテニス選手に成長する。ベルゲリンの名前は、1940年代-1950年代の選手経歴以上に「ボルグのコーチ」として有名になった。彼は1971年から1976年までデビスカップのスウェーデン代表監督を務め、1975年の「ワールドグループ」決勝でチェコスロバキア代表を3勝2敗で下し、監督としてスウェーデンをデビスカップ初優勝に導いた。
2004年、レナート・ベルゲリンはスベン・デビッドソン、ウルフ・シュミットとともに「スウェーデン・テニス殿堂」入りを果たす。殿堂入りの4年後、ベルゲリンは2008年11月4日に心不全のためストックホルム市内の病院で逝去し、祖国のテニスの歴史とともに歩んだ83年の生涯を閉じた。